# Наливкин, Дмитрий Васильевич
Дми́трий Васи́льевич Нали́вкин (13 [25] августа 1889, Санкт-Петербург — 3 марта 1982, Ленинград) — советский учёный-геолог и палеонтолог. Академик АН СССР (1946), почётный член АН Туркменской ССР (1951), Герой Социалистического Труда (1963), лауреат Ленинской (1957) и Сталинской премий (1946).

## Биография
Родился 13 (25) августа 1889 года в городе Санкт-Петербурге в семье горного инженера Геолкома Василия Алексеевича Наливкина (1865—1899), мать Ольга Венедиктовна была учительницей, дед и бабушка — из священников и крестьян Воронежской губернии.
После окончания Тенишевского училища в 1907 году начал работать коллектором в Геологическом комитете, затем — адъюнкт-геолог и геолог. В 1909 году по поручению нефтяника Д. В. Голубятникова провёл сбор и обработку четвертичных раковин двустворок в окрестностях Баку.
В 1911—1913 годах по поручению Д. И. Мушкетова изучал брахипод палеозойских слоёв в Средней Азии. Студентом, принимал участие в экспедиции на Туя-Муюнское месторождение в Ферганской долине. Экспедиция была проведена в 1915—1916 годах под руководством академика В. И. Вернадского. На месте студентами руководил Д. И. Мушкетов; в экспедиции также принимали участие студенты И. М. Москвин и Е. В. Иванов. Д. В. Наливкину была поручена палеонтология и стратиграфия в рамках исследования, он проводил масштабные исследования близлежащих пещер для определения возраста залегающих известняковых пород. С экспедицией близко взаимодействовали геологи Л. С. Коловрат-Червинский, В. И. Лучицкий и Б. А. Линденер. В результате экспедиции были составлены геологическая и петрографическая карта района, но другие месторождения урановой руды обнаружены не были.
В 1915 году окончил Горный институт. Был оставлен в Горном институте и преподавал там свыше шести десятилетий: ассистент, преподаватель, с 1920 года — профессор, с 1930 года — заведующий кафедрой исторической геологии. С 1921 года начал читать новый курс учения о фациях.
С 1929 года — директор Института геологической карты (Главного геолого-разведочного управления ВСНХ СССР), образованного из Геолкома.
С конца ноября 1933 года по июль 1934 года был заместителем директора Геологического института АН СССР в Ленинграде
В 1937 году на 17 сессии Международного геологического конгресса в Москве была представлена «Геологическая карта СССР» масштаба 1:5 000 000 под редакцией Д. В. Наливкина. Он был редактором ряда последующих геологических карт СССР.
Работал в Центральном научно-исследовательском геолого-разведочном институте (с 1931), во Всесоюзном научно-исследовательском геологическом институте (ВСЕГЕИ, с 1939), в Лаборатории озероведения АН СССР (1946—1955, директор), в Лаборатории геологии угля АН СССР (с 1955), в Лаборатории геологии докембрия АН СССР (с 1964), Институте геологии и геохронологии докембрия АН СССР (с 1967).

Памятник на могиле Д. В. Наливкина

Исследования Д. В. Наливкина уточнили стратиграфию и палеогеографию Урала, определили геологический возраст отложений, содержащих месторождения бокситов Урала и нефти Приуралья.
Скончался 3 марта 1982 года в Ленинграде. Похоронен на кладбище в Комарово. Надгробие (скульптор Н. Н. Анциферов, архитектор А. Э. Гессен) создано в 1987 году.

## Семья
- Брат — Наливкин, Борис Васильевич (1895—1979) — палеонтолог.
- Сестра — Елена Васильевна (в замужестве Черкесова) — ботаник[10].

Жена — Анна Козьминична (1883—1972; в дев. Зворыкина), старшая сестра В. К. Зворыкина, создателя телевидения.
- Сын — Наливкин, Василий Дмитриевич (1915—2000), геолог, член-корреспондент АН СССР (1968).

## Награды, звания и премии
- 1943 — Заслуженный деятель науки РСФСР (14 января 1943)
- 1944 — Орден Ленина (25 июня 1944) — за выдающиеся заслуги в области подготовки инженерных кадров для горной промышленности
- 1945 — Орден Трудового Красного Знамени (10 июня 1945)
- 1946 — Сталинская премия I степени — за геологические работы, обеспечившие создание сырьевой базы для алюминиевой промышленности на Урале[11]
- 1948 — Орден Ленина (4 сентября 1948)
- 1948 — Орден Трудового Красного Знамени (1 ноября 1948)
- 1948 — Золотая медаль имени А. П. Карпинского АН СССР — за совокупность научных трудов и исследований в области геологии, продолжающих и развивающих идеи академика А. П. Карпинского
- 1950 — Орден Трудового Красного Знамени (28 января 1950)
- 1957 — Ленинская премия — за научное руководство составлением геологической карты СССР масштабом 1: 2 500 000 (1956)
- 1961 — Медаль имени Леопольда фон Буха геологического общества ФРГ — за выдающиеся заслуги в развитии геологической науки[12]
- 1963 — Герой Социалистического Труда (29 апреля 1963)
- 1963 — Орден Ленина (29 апреля 1963)
- 1969 — Орден Ленина (22 августа 1969)
- 1975 — Орден Октябрьской Революции (17 сентября 1975)
- 1979 — Орден Дружбы народов (24 августа 1979)

## Членство в организациях
- Член-корреспондент АН СССР c 01.02.1933 — Отделение математических и естественных наук, академик АН СССР c 30.11.1946 — Отделение геолого-географических наук (геология и палеонтология).
- 1946—1951 — председатель Президиума Туркменского филиала АН СССР.
- 1955—1976 — председатель созданного по его инициативе Межведомственного стратиграфического комитета АН СССР (с 1974 почётный председатель).
- 1957—1961 — председатель Национального комитета геологов СССР.
- 1961 — почётный член геологического общества ФРГ
- 19?? — член Сербской Академии наук
- почётный член ряда[какие?] научных обществ СССР, Франции, Великобритании, Польши, Венгрии, Чехословакии, США и Индии.

## Память
- На здании Горного института (набережная Лейтенанта Шмидта, 45) в 1989 году была установлена мемориальная доска (архитектор В. В. Исаева)[13].
- В честь Д. В. Наливкина названы 59 видов ископаемых животных и 3 вида растений, два ледника — один на Памире, другой на Тянь-Шане, рифтогенный пояс на Тянь-Шане, мыс на побережье Северного острова Новой Земли.
- В честь Д. В. Наливкина названы скалы Наливкина в Антарктиде (Земля Королевы Мод, 71°45′ ю.ш., 12°47′ в.д., открыты и нанесены на карту в 1961 году, название присвоено в 1966 году)[14].
- Его имя носят два научно-исследовательских судна: «Геолог Дмитрий Наливкин», изучает полярные моря и Атлантический океан, «Академик Наливкин» ищет нефтяные месторождения в Каспийском море.
- В Санкт-Петербурге, на доме по адресу улица Глинки 3 в 1990 году установлена мемориальная доска (скульптор Т. А. Малушина, архитектор В. В. Исаева) с текстом: «Здесь с 1946 по 1982 год жил выдающийся советский геолог, Герой Социалистического Труда, академик Дмитрий Васильевич Наливкин».
- У 1989 году выпущена настольная медаль «100 лет со дня рождения Дмитрия Васильевича Наливкина»[15].

### Адреса
Адреса связанные с Д. В. Наливкиным в Петрограде/Ленинграде:
- 1915—1917 — Съезжинская улица, 30;[16]
- 1923—1941 — 21-я линия Васильевского острова, 2;
- 1946—1982 — улица Глинки, 3.